# Get It Up (canção)
"Get it Up" é uma canção do trio americano TLC, para trilha Sonora do filme Sem Medo no Coração. Foi o single menos sucedido do álbum mais vendeu 600 mil cópias nos Estados Unidos, ficando em numero 42 na 
Billboard Hot 100 e em número 13 na "Billboard R&B" sendo certificado como Ouro. A música foi escrita por Prince.

## Faixas

### Single Promocional dos EUA
1. . (versão do álbum)
2. . (Ain't 2 Proud 2 Beg)

### EUA 7" Single
- - Lado A:

1. . (Hip hop remix)"'
2. . (Mashup remix)
3. . (Rap remix)

- - Lado B:

1. . (M.J Remix)
2. . '(Radio Mix)
3. . (Funky Remix)

### CD dos EUA
1. . (Funky Remix)
2. . (A cappella)
3. . (Instrumental)

## Paradas
| Chart (1993)                                 | Maior posição |
| -------------------------------------------- | ------------- |
| Estados Unidos (Billboard Hot 100)           | 42            |
| Estados Unidos (Billboard R&B/Hip-Hop Songs) | 15            |
| Estados Unidos (Billboard Rhythmic)          | 14            |
| Nova Zelândia (Recorded Music NZ)            | 25            |